# Thermantia (Tochter des Honorius)
Thermantia war als Tochter des Honorius, des Bruders des römischen Kaisers Theodosius I. (Kaiser 379–395), ein hochrangiges Mitglied des Theodosianischen Kaiserhauses.
Thermantia war die Tochter des Honorius und der Maria. Ihre Schwester war Flavia Serena. Nach dem Tod ihres Vaters (vor 384) wurden die Töchter in die Familie des Kaisers Theodosius aufgenommen und wie Adoptivtöchter behandelt. Sie wurden beide mit wichtigen Generälen des Kaisers verheiratet: Serena heiratete 384 den Heermeister Stilicho; Thermantia heiratete einen anderen hohen Offizier. Welcher dies war, geht aus der Erwähnung bei Claudian nicht hervor; Claudian bezeichnet ihn als dux, was in diesem Zusammenhang allgemein einen hohen Offizier meint; es könnte auch ein Heermeister (magister militum) gemeint sein.
Ralf Scharf vermutet, dass eine Grabinschrift aus Beroia in Makedonien (heute Stara Sagora), auf der eine Thermantia und eine Abundantia geehrt werden, mit der Tochter des Honorius in Verbindung steht. Die dort als Jungfrauen (also unverheiratet) bezeichneten Thermantia und Abundantia wären dann möglicherweise die Töchter der Thermantia und des magister militum Abundantius. Abundantius war ein wichtiger General Theodosius’ I., der 393 mit der Ehre des Konsulats ausgezeichnet wurde und 396 einer Intrige des Oberkämmerers Eutropios zum Opfer fiel, woraufhin er verbannt wurde. Diese Vermutung wirft auch ein neues Licht auf die Intrigen des Eutropios: 395 war Theodosius I. gestorben und hatte im Osten seinen noch jugendlichen Sohn Arcadius als Kaiser hinterlassen, während im Westen Flavius Honorius Kaiser wurde, dessen noch jüngerer Bruder. Eutropios wollte am östlichen Hof mächtige Konkurrenten um die Vormundschaft des Arcadius ausschalten. Möglicherweise hatte nun Abundantius nicht nur durch seine Stellung als Heermeister, sondern auch durch seine Heirat mit Thermantia eine besondere Enge zum Kaiserhaus und damit eine ähnliche Stellung wie Stilicho, der Mann von Thermantias Schwester Serena, im Westen. Auch deshalb musste er beseitigt werden.